# 1904 год в истории железнодорожного транспорта
1904 год в истории железнодорожного транспорта

## События
- В марте была пущена первая очередь второй Екатерининской дороги (общей протяжённостью 683 версты), участок Караванная — Иловайск.
- Построено современное здание Витебского вокзала в Санкт-Петербурге.
- 1 (14) августа 1904 года — Открыто движение на линии Санкт-Петербург — Витебск[1].
- В августе пущена вторая очередь второй Екатерининской дороги на линии от Дебальцево до Александровска.
- 11 (24) ноября 1904 года — Открыто движение на участке Зилан — Туккум (Зиланы — Тукумс), Московско-Виндавской железной дороги[1].
- На территории Мали построена железная дорога.[2]
- На территории Иордании началось железнодорожное строительство.[2]
- На пограничной станции Новоселица (ныне Черновицкого отделения Львовской железной дороги) было впервые введено в действие приспособление для бесперегрузочной «передачи» вагонов с российской колеи (1524 мм) на австрийскую (1435 мм) и обратно.

## Новый подвижной состав
- В Германии испытан паровой локомотив «Борзиг» № 05, достигший рекордной скорости 201 километр в час.[2]